# Mednarodna atletska zveza
Mednarodna atletska zveza (World Athletics ime od oktobra 2019, prej poznana kot International Amateur Athletic Federation in International Association of Athletics Federations, z angleško kratico IAAF) je mednarodna krovna atletska zveza , ki je bila ustanovljena leta 1912 na ustanovnem kongresu v Stockholmu, sedež ima v Monaku. Od leta 2015 je predsednik zveze Sebastian Coe. Zvezo je ustanovilo sedemnajst nacionalnih zvez, trenutno ima 212 članic. Pod njenim okriljem poteka več atletskih tekmovanj, tudi svetovno prvenstvo v atletiki, potrjuje tudi svetovne rekorde.

## Predsedniki
| Predsednik      | Predsedovanje |
| --------------- | ------------- |
| Sigfrid Edström | 1912–1946     |
| David Burghley  | 1946–1976     |
| Adriaan Paulen  | 1976–1981     |
| Primo Nebiolo   | 1981–1999     |
| Lamine Diack    | 1999–2015     |
| Sebastian Coe   | 2015–danes    |

## Tekmovanja
| Tekmovanje                              | Pogostost     | Ustanovitev |
| --------------------------------------- | ------------- | ----------- |
| Svetovno prvenstvo v atletiki           | na dve leti   | 1983        |
| Svetovno dvoransko prvenstvo v atletiki | na dve leti   | 1985        |
| Svetovno prvenstvo v krosu              | na dve leti   | 1973        |
| Svetovno prvenstvo v pol maratonu       | na dve leti   | 1992        |
| Svetovno mladinsko prvenstvo v atletiki | na dve leti   | 1986        |
| Svetovno pionirsko v atletiki           | na dve leti   | 1999        |
| Svetovni pokal v hitri hoji             | na dve leti   | 1961        |
| Svetovni pokal v maratonu               | na dve leti   | 1985        |
| Svetovni atletski kontinentalni pokal   | na štiri leta | 1977        |